# Schismatothele lineata
Schismatothele lineata är en spindelart som beskrevs av Karsch 1879. Schismatothele lineata ingår i släktet Schismatothele och familjen fågelspindlar.
Artens utbredningsområde är Venezuela. Inga underarter finns listade i Catalogue of Life.